# Neocucumella bicolumnata
Neocucumella bicolumnata är en sjögurkeart som först beskrevs av Arthur Dendy och Hindle 1907.  Neocucumella bicolumnata ingår i släktet Neocucumella och familjen korvsjögurkor. Inga underarter finns listade i Catalogue of Life.